# Vast: Le Caverne di Cristallo
Vast: Le Caverne di Cristallo (nell'originale inglese Vast: The Crystal Caverns; inizialmente Trove: The Crystal Caverns, poi cambiato per complicazioni legali) è un gioco da tavolo ideato da Patrick Leder e David Somerville nel 2016 e distribuito da Leder Games. Il gioco richiama fortemente ambientazione, tematiche e personaggi tipici dei giochi di ruolo: i giocatori infatti competono per la vittoria soddisfando degli obiettivi diversi, a seconda che essi impersonino il Cavaliere, il Drago, i Goblin, il Ladro o la Caverna stessa.

## Descrizione
Tra le caratteristiche di Vast, vengono messe in risalto una forte componente asimmetrica (i giocatori hanno poteri e condizioni di vittoria diversi, a seconda del ruolo ricoperto) e le meccaniche originali, in quanto l'interazione tra i personaggi è accentuata dal fatto che l'ambientazione stessa, ossia la Caverna, è a tutti gli effetti un "personaggio" giocabile in competizione con tutti gli altri e che può cercare di influenzare il gioco e le azioni degli avversari.

## Accoglienza
Finanziato attraverso Kickstarter, il gioco ha suscitato forte interesse tanto che ha raccolto più di 148.500$ a fronte dei 18.000$ inizialmente richiesti, mentre per il lancio della seconda edizione, con miniature e nuovi personaggi, ha raccolto quasi 500.000$.
In seguito, è stato tradotto in tedesco, portoghese, italiano e spagnolo. L'edizione in lingua italiana è edita da MS Edizioni dall'ottobre 2018, mentre l'edizione in lingua spagnola è edita da 2Tomatoes.
Vast ha concorso ai premi Golden Geek negli indirizzi Best Thematic Board Game e Most Innovative Board Game nel 2016, al Gamer's Voice Award del SXSW come Miglior Gioco Indie dell'Anno (Multiplayer) nel 2017 e al Goblin Magnifico nel 2018.